# كوتا توكيوا
كوتا توكيوا (باليابانية: 常盤 亨太) (مواليد 9 أبريل 2002) هو لاعب كرة قدم ياباني.

## وصلات خارجية
- كوتا توكيوا على موقع رابطة كرة القدم اليابانية للمحترفين (اليابانية)
- كوتا توكيوا على موقع Soccerway.com (الإنجليزية)